# Taylor John Smith
Pour les articles homonymes, voir Smith.
Taylor John Smith est un acteur américain, né le 13 mai 1995 à Los Angeles.
Il est notamment connu pour son rôle au côté de Bella Thorne dans le film You Get Me.

## Biographie
Taylor John Smith est né le 13 mai 1995 à Los Angeles.

## Filmographie

### Cinéma
- 2014 : Teach Me Love de Tom Vaughan : Dwight
- 2014 : Ghost Bastards 2 (A Haunted House 2) de Michael Tiddes : Joey
- 2015 : Martyrs de Kevin et Michael Goetz : Le fils
- 2015 : Insidious : Chapitre 3 (Insidious : Chapter 3) de Leigh Whannell : Un adolescent
- 2016 : Wolves (en) de Bart Freundlich : Anthony Keller
- 2016 : Holding Patterns (en) de Jake Goldberger : Brad
- 2017 : You Get Me de Brent Bonacorso : Tyler
- 2017 : Tatterdemalion de Ramaa Mosley : Billy
- 2018 : Hunter Killer de Donovan Marsh : Second maître Belford, opérateur sonar de l'USS Arkansas
- 2020 : Assiégés (The Outpost) de Rod Lurie : Andrew Bundermann
- 2020 : Shadow in the Cloud de Roseanne Liang : Walter Quaid
- 2022 : Blacklight de Mark Williams : Dusty Crane
- 2022 : Là où chantent les écrevisses (Where the Crawdads Sing) d'Olivia Newman : Tate Walker
- 2025 : Warfare de Ray Mendoza et Alex Garland : Frank

### Télévision

#### Séries télévisées
- 2013 : Perception : Braden Sullivan
- 2014 : Les Experts (CSI : Crime Scene Investigation) : Rob "Turk" Turkla
- 2014 : Twisted : Un étudiant
- 2015 : Hart of Dixie : Chet
- 2015 : Hawaii 5-0 : Steve McGarrett jeune
- 2015 : Grey's Anatomy : Nick
- 2015 : Resident Advisors : Marcus
- 2015 : Chicago P.D. : Nick Sutter
- 2015 : Guidance : Chip
- 2016 : American Crime : Luke
- 2016 : Faking It : Preston
- 2017 : Sharp Objects : John Keene

#### Téléfilms
- 2014 : More Time with Family de James Burrows : un adolescent
- 2014 : Divide & Conquer de Bryan Gordon : Ted